# ラウイスクス科
ラウイスクス科（ラテン語: Rauisuchidae）は、三畳紀に棲息した肉食性の偽鰐類。体長は最大6メートル以上に達する。ラウイスクス科に含まれる属、および関連するプレストスクス科とポポサウルス科に含まれるべき属について、また実際にはこれらを別個の有効な科と見なすべきかどうかについては、いくつかの意見の相違がある。ラウイスクス科は三畳紀の大部分に亘って生息した。ScythosuchusとTsylmosuchusを本科に含めるのであれば、本科は前期三畳紀に出現したことになる。

## 分類
初期の偽鰐類の分類学的研究ではロトサウルス、ファソラスクス、ラウイスクスおよびバトラコトムスもラウイスクス科内に含まれるとされていた。しかし後年の研究では、バトラコトムスはプレストスクスよりもわずかに派生的であるだけで、より基盤的な部分に位置する偽鰐類であることがわかった。加えて、歯のないロトサウルスは帆で支えられたクテノサウリスクス科とより近縁であることが判明している。
以前ポポサウルス科に分類されていたテラトサウルスとポストスクスは、後にラウイスクス科に再分類された。